# Dolichowithius canestrinii
Espèce
Synonymes
- Chelifer canestrinii Balzan, 1887

Dolichowithius canestrinii est une espèce de pseudoscorpions de la famille des Withiidae.

## Distribution
Cette espèce se rencontre en Argentine, en Équateur, au Brésil, au Guyana, au Venezuela et aux Îles Vierges des États-Unis.

## Publication originale
- Balzan, 1887 : Chernetidae nonnullae Sud-Americanae, I. Asuncion.